# El Escorial (Spagna)
El Escorial è un comune spagnolo di 15 092 abitanti (dato INE) situato nella comunità autonoma di Madrid, parte della comarca di Cuenca del Guadarrama.
Il noto Monastero dell'Escorial, dal 1984 Patrimonio dell'umanità, si trova nel comune confinante di San Lorenzo de El Escorial.